# 戈蘭氏蛇鯔
戈蘭氏蛇鯔，為輻鰭魚綱仙女魚目合齒魚亞目合齒魚科的其中一種，分布於紅海阿卡巴灣海域，棲息深度200-500公尺，體長可達27.6公分，為底棲性魚類，屬肉食性，生活習性不明。